# Alban, Tarn
Alban är en kommun i departementet Tarn i regionen Occitanien i södra Frankrike. Kommunen ligger i kantonen Alban som tillhör arrondissementet Albi. År 2022 hade Alban 949 invånare.

## Befolkningsutveckling
Antalet invånare i kommunen Alban
| Referens: INSEE |